# Nittendorf
Nittendorf település Németországban, azon belül Bajorországban. Lakosainak száma 9402 fő (2023. december 31.).

## Népesség
A település népessége az elmúlt években az alábbi módon változott:
| Lakosok száma | 5802 | 6060 | 8842 | 8921 | 9088 | 9279 | 9241 | 9277 | 9352 | 9402 |
|               | 1970 | 1975 | 2011 | 2012 | 2014 | 2015 | 2017 | 2019 | 2022 | 2023 |